# Huangtian (köping)
Huangtian (kinesiska: 黄田镇, 黄田) är en köping i Kina. Den ligger i den autonoma regionen Guangxi, i den södra delen av landet, omkring 370 kilometer nordost om regionhuvudstaden Nanning. Antalet invånare är 71910. Befolkningen består av 34 578 kvinnor och 37 332 män. Barn under 15 år utgör 19,0 %, vuxna 15-64 år 71 %, och äldre över 65 år 8,0 %.
Genomsnittlig årsnederbörd är 2 331 millimeter. Den regnigaste månaden är maj, med i genomsnitt 365 mm nederbörd, och den torraste är oktober, med 47 mm nederbörd.